# Ojíř z Lomnice
Ojíř z Lomnice či také z Klokot, ze Svin nebo z Třeboně († 1306) byl český šlechtic z rodu Vítkovců.

## Život
Narodil se zřejmě někdy před rokem 1238, neboť prvním písemným dokladem o něm je listina z roku 1253 a právo podpisovat listiny bylo v tom období akceptované okolo patnáctého roku života. Byl synem Vítka z Klokot. V roce 1257 se spolu s Vokem z Rožmberka zúčastnil devítidenní obrany Mühldorfu na Innu, čímž české vojsko krylo ústup Přemysla Otakara II. při jeho neúspěšném vpádu do Bavorska proti Jindřichovi Bavorskému. V červenci 1260 byl v Lávě nad Dyjí, kde se shromažďovalo české vojsko na tažení proti uherskému králi Bélovi IV. a jeho synovi Štěpánovi, svědkem udělení Raabského hrabství Přemyslem Otakarem II. Vokovi z Rožmberka v léno. V následné bitvě u Kressenbrunnu velel Ojíř jedné z jednotek těžké jízdy, které bitvu rozhodly ve prospěch českého krále. Po smrti Voka z Rožmberka v roce 1262 se Ojíř stal spolu s Oldřichem z Hradce hlavním představitelem Vítkovců, kteří se snažili udržet si své významné postavení na dvoře českého krále. Ovšem po roce 1265 Vítkovci toto postavení postupně ztráceli kvůli Přemyslově změně politiky vůči šlechtě, kterou se snažil oslabit a být na ní nezávislý. V oblasti zájmu Vítkovců na jihu Čech se to projevilo založením kláštera Zlatá Koruna (1263), založením města České Budějovice (1265), vybudováním hradu Hluboká a založením města Bechyně (1268). Což se dotklo i majetku Ojíře, který tak byl rozdělen vznikajícím řetězem královských opěrných bodů.
Během odboje Vítkovců proti Přemyslu Otakarovi II. se od jara 1277 přidal na stranu Záviše z Falkenštejna a téhož roku zaútočil na České Budějovice. Po vítězství krále se pravděpodobně uchýlil spolu se Závišem na hrad Falkenstein. Odtud také oba příbuzní vpadli do Čech po bitvě na Moravském poli v roce 1278.
Následujícího roku se již podílel na správě Čech. Když se mladý král Václav II. po pobytu v Braniborsku navrátil do Čech a navázal vztahy se svojí matkou Kunhutou a otčímem Závišem z Falkenštejna, získal Ojíř prestižní úřad nejvyššího zemského komorníka. Od roku 1281 již také trvale užíval predikát z Lomnice Jakožto zástupce Václava se spolu s Vítkem z Hluboké, Jindřichem z Rožmberka a Tasem z Lomnice účastnil mírových jednání s rakouským vévodou Albrechtem Habsburským, jež měla ukončit vzájemné boje mezi oběma panovníky probíhající na Moravě. Po roce 1289 v souvislosti se zásahy proti Závišovým příbuzným byl z funkce nejvyššího komorníka odvolán.
Měl dva syny, Smila a Vítka.